# Hoàng Công Chất
Hoàng Công Chất (黃公質, 31 tháng 1 năm 1706 - 21 tháng 3 năm 1769), là thủ lĩnh một cuộc khởi nghĩa nông dân Đàng Ngoài lớn giữa thế kỷ 18, chống lại triều đình vua Lê chúa Trịnh trong suốt 30 năm.
Hoàng Công Chất có tên thật là Hoàng Công Thư, gốc họ Mạc , quê ở Nguyên Xá, Vũ Thư, Thái Bình.

## Hoạt động ở Sơn Nam
Theo Minh đô sử, năm 1739, Hoàng Công Chất và Nguyễn Hữu Cầu đi theo Nguyễn Cừ và Nguyễn Tuyển hoạt động ở vùng Sơn Nam. Sau khi quân Nguyễn Cừ bị đánh bại, Công Chất tụ tập lực lượng riêng tiếp tục hoạt động ở Sơn Nam. Quân khởi nghĩa giỏi thủy chiến, thường ra vào nơi cỏ rậm bùn lầy không để lại dấu tích.
Năm 1740, chúa Trịnh cử các tướng Hoàng Công Kỳ, Phạm Trần Tông mang quân đánh Công Chất ở Công An nhưng không nổi.
Năm 1743, Công Chất lại chống cự thành công cuộc bao vây của thống lĩnh Trương Nhiêu. Quân triều đình lại buộc phải rút về. Cuối năm đó, chúa Trịnh Doanh sai sứ đi chiêu an, đòi Công Chất phải về yết kiến. Chất cự tuyệt, chiếm giữ phủ Khoái Châu (Hưng Yên). Trịnh Doanh bèn điều Đinh Văn Giai mang đại quân đi dẹp, quân khởi nghĩa thất bại nặng nề ở Đỗ Xá nhưng vẫn giữ được Khoái Châu.
Năm 1745, quân khởi nghĩa tập kích bắt và giết chết trấn thủ Sơn Nam là Hoàng Công Kỳ. Công Chất mang quân đánh phá các huyện lân cận và phối hợp với quân khởi nghĩa Nguyễn Hữu Cầu.
Năm 1746 và 1748, quân Công Chất phối hợp với quân của Hữu Cầu đánh Sơn Nam và Thăng Long nhưng thất bại. Cuối năm 1748, Trịnh Doanh sai Hoàng Ngũ Phúc, Phạm Đình Trọng tấn công vào Mã Não và Hương Nhi, quân khởi nghĩa thua to, Công Chất cùng con là Công Toản đến Mỹ Lương theo thủ lĩnh khởi nghĩa tên là Tương. Sau đó quân của Tương bị đánh tan, cha con Công Chất bỏ chạy vào Thanh Hoá. Triều đình ban thưởng ai bắt được ông thì được tước quận công, hàm tam phẩm. Tuy nhiên năm 1750 ông theo đường núi tiến ra vùng Hưng Hoá.

## Làm chúa ở Mường Thanh
Năm 1750, Hoàng Công Chất liên kết với một thủ lĩnh khởi nghĩa giáp biên giới Vân Nam (Trung Quốc) là Thành, quân triều đình do Đinh Văn Thản tới đánh không dẹp nổi. Năm 1751, Thản chết, Lê Đình Châu được cử thay. Tháng 6 năm 1751, Lê Đình Châu đánh bại Công Chất và Thành. Thành bị bắt, Chất rút lên động Mãnh Thiên, châu Ninh Biên, tức là Mường Thanh (Điện Biên), xây dựng căn cứ kháng cự lâu dài.
Tại đây quân khởi nghĩa đã lấy thành Tam Vạn do người Lự xây dựng trước đó (tiếng Thái gọi là Sam Mứn) làm đại bản doanh. Tương truyền tên gọi Tam Vạn là do trong thành có thể chứa 3 vạn quân, có thuyết nói rằng vì trong thành có 3 vạn cối giã gạo. Sau đó nhận thấy thành Tam Vạn ở địa thế bất lợi, Công Chất xây thành Bản Phủ làm căn cứ.
Hoàng Công Chất rất được lòng dân bản địa. Ông đánh tan quân giặc cướp, phát triển lực lượng ra khắp miền Tây Bắc, chia ruộng cho dân nghèo, lôi kéo những người cầm đầu ở các châu mường. Dân gian vùng này còn truyền câu hát:
Dưới xuôi có vua
Trên này có chúa
Những miền từ Mường Puồn, châu Ét
Từ Đà Bắc, chợ Bờ
Lại phía trên từ chợ Xo, La trở xuống
Tất cả đều quy phục chúa Mường Thanh...
... Chúa thật lòng yêu dân
Chúa xây dựng bản Mường
Mọi người đều yên ổn...
Quân khởi nghĩa của Công Chất ngoài người Kinh còn có cả người thiểu số. Người bản xứ gọi ông là "Then Chất" (tiếng Thái là "Thiên Chết") với ý tôn kính. Trong "Quám tổ Mường" (sử người Thái ở Tây Bắc) gọi ông là "vua Hoàng". Các tướng dưới quyền Công Chất nổi danh có: Bun Xao, Cầm Phẳn, anh em Ngải, Khanh, cha con Cầm Tom, Cầm Phanh.
Quân Công Chất có thời gian phối hợp với lực lượng khởi nghĩa của hoàng thân Lê Duy Mật. Từ Tuần Giáo, Điện Biên trở lên thuộc phạm vi Công Chất, phía nam từ Mộc Châu tới Văn Chấn thuộc Duy Mật.
Từ động Mãnh Thiên, quân khởi nghĩa đánh ra xung quanh, làm chủ 10 châu Yên Tây, ngày nay thuộc địa bàn Lai Châu và một phần Vân Nam (Trung Quốc). Cuối năm 1767, Công Chất từ Yên Tây đánh xuống chiếm châu Mộc (Sơn La), châu Mai (Hoà Bình), lại chia quân tiến xuống thượng du Thanh Hóa. Các trấn thủ Thanh Hóa, Hưng Hoá cáo cấp, chúa Trịnh Sâm huy động các tướng Trịnh Phưởng, Đinh Văn Phục, Hoàng Đình Thể mang quân đi đánh. Quân Công Chất thua chạy vào Xa Hổ và Nậm Ban.
Tháng 2 năm 1768, Trịnh Sâm cử Nguyễn Đình Huấn và Phạm Ngô Cầu mang quân đánh Mường Thanh. Lê Duy Mật nghe tin bèn điều quân cứu ứng cho Công Chất. Đình Huấn sợ không dám tiến phải rút về.
Trịnh Sâm bèn giao quân cho Đoàn Nguyễn Thục chia làm nhiều cánh đánh thẳng vào Mường Thanh. Trong lúc chiến sự căng thẳng thì Hoàng Công Chất lâm bệnh qua đời tại căn cứ.
Con ông là Hoàng Công Toản tiếp tục cầm quân chống Trịnh. Đầu năm 1769, Toản đặt phục binh ở Nậm Cô đón đánh quân Trịnh nhưng thất bại. Nguyễn Phục một mặt đánh Nậm Cô, mặt khác điều quân đánh úp đốt căn cứ thành Bản Phủ. Công Toản chạy về thấy thành mất bèn bỏ trốn, không biết sau đó kết cục ra sao. Sách Đại Nam nhất thống chí chép Toản chạy sang Vân Nam, theo Minh đô sử thì Toản chạy vào Trấn Ninh. Cũng có nguồn cho rằng Hoàng Công Toản chạy sang Vân Nam, sau được an sáp ở Urumqi (Tân Cương). Hoàng Công Toản cùng 22 hộ được vua Càn Long giao 660 mẫu đất tại Urumqi, sau đó chạy sang huyện Ma Nạp Tư (Manas) sinh sống.
Ngày nay ở Điện Biên, trong di tích thành Bản Phủ cũ còn miếu thờ Hoàng Công Chất và 6 viên tướng nổi tiếng của ông.